# 唐骝千
唐骝千（英語：Oscar L. Tang，1938年—）是一位美籍华人金融家、慈善家。

## 生平

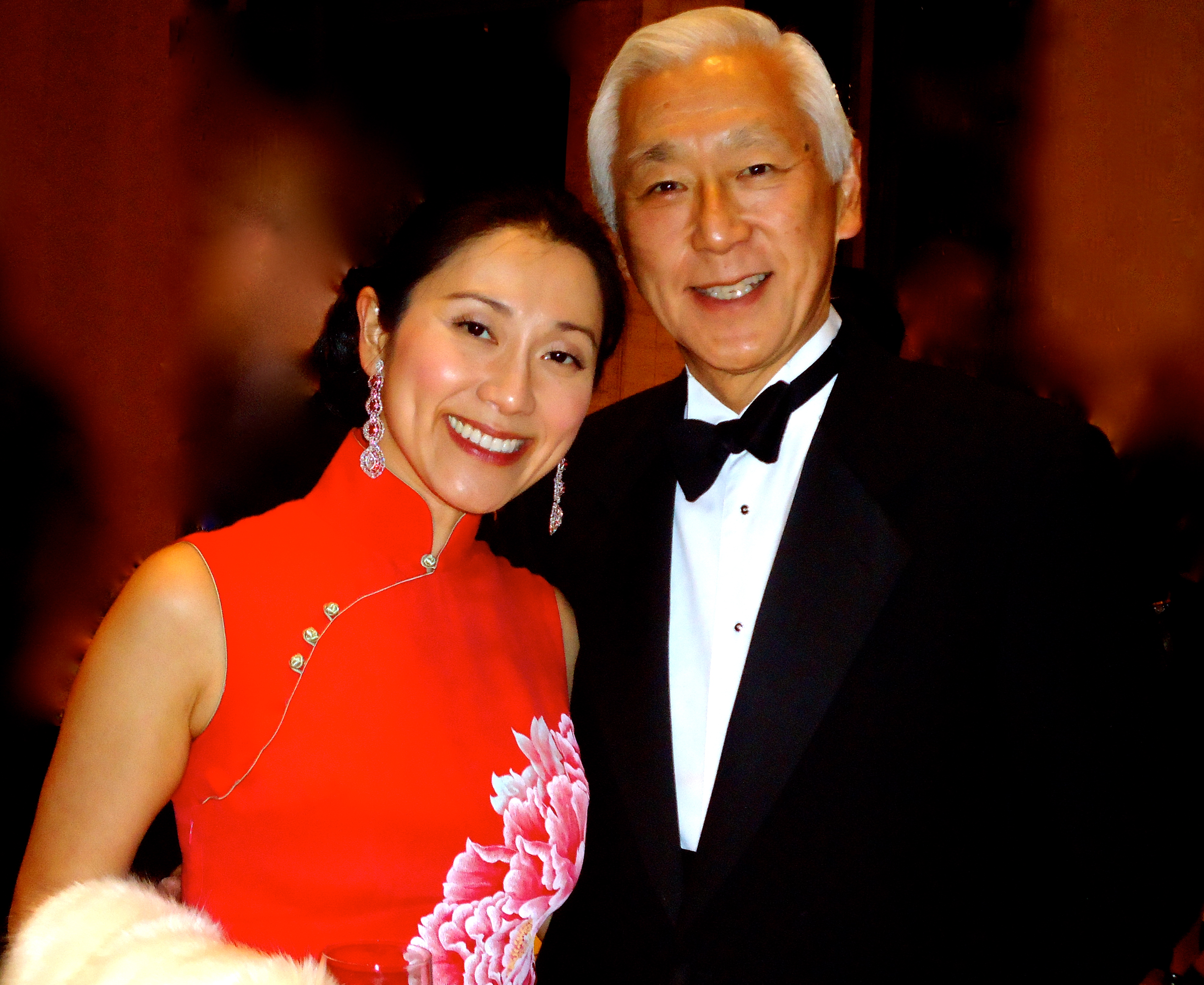
2013年中国新年慈善晚会，和妻子徐心眉

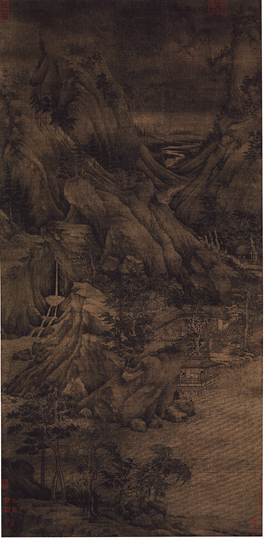
唐骝千于1997年赠予纽约大都会博物馆的南唐画家董源名作《溪岸图》

1938年出生于上海，籍貫江苏无锡。唐骝千早年赴美定居，1956年毕业于美国知名私立高中菲利普斯学院。后考入耶鲁大学，获科学学士学位。之后获得哈佛商学院工商管理硕士学位。
1970年与友人共同创办莱克与唐投资集团（Reich & Tang），后成为全美30大基金公司之一。1993年退休后，将公司售予新英格兰投资公司（New England Investment），现为法国外贸银行（Natixis）的一部分。1990年，唐骝千还与贝聿铭、马友友等共同发起成立了美籍华人精英组织百人会，成为该会的创始会员。
他十分热衷于慈善事业，2000年向斯基德莫尔学院（Skidmore College）捐赠1020万美元，创办了唐氏教学博物馆与画廊（Tang Teaching Museum and Art Gallery）。2008年，他又向母校菲利普斯学院捐赠了2500万美元，成为该校230年校史上最大的单笔捐赠。他还是纽约大都会博物馆的董事，曾于1997年花重金购得董源名作《溪岸图》等一批中国古代画作，赠予大都会博物馆收藏。

## 家庭
- 父亲是纺织业巨商唐星海，哥哥是香港联亚集团主席唐骥千，为毗陵唐氏第二十世。[7]妹夫是美国华人艺术史学家方闻。
- 1960年与第一任妻子杨葸恩（Frances Young）结婚，杨氏为杨光泩与严幼韵之幼女（杨氏于1992年去世）。[8]
- 2013年与第二任妻子华裔考古学家徐心眉（Hsin-Mei Hsu）结婚。[9]